# Battalions of Fear
„Battalions of Fear“ е дебютният албум на немската метъл група Blind Guardian. Той е пуснат през 1988 г. и е силно вдъхновен от ранното творчество на групата Хелоуин. Албумът представлява суров и неполиран спийд метъл с доста траш метъл влияние. Албумът е ремастериран, ремиксиран и преиздаден на 15 юни 2007 г., като част от бонус парчетата включват целия първи демо албум, „Symphonies of Doom“, на групата (която по това време се нарича Lucifer's Heritage).